# Joachim Kuhn
Wilhelm Georg Joachim Kuhn (* 2. August 1913 in Berlin; † 6. März 1994 in Römershag bei Bad Brückenau) war ein deutscher Major im Generalstab und Widerstandskämpfer des 20. Juli 1944.

## Leben
Joachim Kuhns Vater Arthur Julius Kuhn, geboren 1883 in Cottbus, war Maschinenbauingenieur und Patentanwalt, seine Mutter Hildegard-Maria Clara geb. Kuster kam 1882 in Königsberg i.Pr. zur Welt. Nach Angaben von Kuhn soll sein Großvater mütterlicherseits der General der Kavallerie Graf von Klinckowstroem gewesen sein. Daher rührte sein Wunsch, Offizier der Reichswehr zu werden.
Kuhn besuchte das Friedrichs-Realgymnasium in Berlin und machte 1931 das Abitur. Nach kurzem Studium an der Technischen Hochschule Karlsruhe trat er im Oktober 1932 in das Pionierbataillon 5 der Reichswehr in Ulm ein. Kuhn besuchte 1933/34 die Kriegsschulen in Dresden und München. Er nahm 1939 als Bataillons- und Regimentsadjutant am Überfall auf Polen und 1940 als Kompaniechef am Feldzug gegen Frankreich teil. Zu Beginn des Krieges gegen die Sowjetunion 1941 war Kuhn 1. Ordonnanzoffizier der 111. Infanterie-Division und blieb bis November 1941 an der Ostfront, worauf er an die Kriegsakademie des Generalstabs kommandiert wurde. Kuhn bestand die Abschlussprüfung im Mai 1942 als Bester und wurde zum Generalstab des Heeres – Organisationsabteilung beim OKH – versetzt. Im Mai 1943 wurde er zum Major befördert. Als Generalstabsoffizier war Kuhn bis März 1944 Claus Schenk Graf von Stauffenberg unterstellt. Claus von Stauffenberg und Kuhn waren befreundet. Kuhn war seit 1943 mit Stauffenbergs Cousine Marie Gabriele Schenk Gräfin von Stauffenberg aus Jettingen verlobt. Die Zusammenarbeit mit Stauffenberg war, wie Kuhn schilderte:
„…infolge seiner umfassenden Kenntnis und Bildung auf allen Gebieten des Lebens denkbar harmonisch, da wir viele Berührungspunkte auf allgemeinen Lebens- und politischen Auffassungen hatten.“
In einem Gespräch mit Joachim Kuhn im August 1942 erklärte Stauffenberg:
„…die Behandlung der Bevölkerung durch die deutsche Zivilverwaltung, der Mangel an politischer Zielumgebung für die besetzten Länder, die Judenbehandlung beweisen, daß die Behauptungen Hitlers, den Krieg für eine Einordnung Europas zu führen, falsch sind. Damit ist dieser Krieg ungeheuerlich….“

### Attentatsvorbereitungen
Mit seinem Freund Albrecht von Hagen vergrub Kuhn im November 1943 ein Kilogramm Sprengstoff für Axel Freiherr von dem Bussche Streithorst, der sich im November 1943 bei einer Vorstellung der neuen Winteruniformen der Wehrmacht für den Russlandkrieg mit Adolf Hitler in die Luft sprengen wollte. Dieser Plan scheiterte jedoch, weil die Uniformen auf ihrem Transport zur Wolfsschanze durch einen alliierten Luftangriff zerstört wurden. Im Mai 1944 organisierte Kuhn erneut gemeinsam mit Albrecht von Hagen weiteren Sprengstoff für ein Attentat auf Hitler und übergab ihn an Generalmajor Hellmuth Stieff, der ihn an Stauffenberg weiterleitete. Dieser Sprengstoff, der am 15. Juli 1944 von Stauffenberg eingesetzt wurde, stammte von Hagen und Kuhn.
Am 22. Juni 1944 übernahm Major i. G. Kuhn die Stelle des Ersten Generalstabsoffiziers (Ia) bei der 28. Jäger-Division unter dem Kommando von Generalleutnant Gustav Heisterman von Ziehlberg.

### Das Attentat vom 20. Juli 1944
Am Tag des Attentats – dem 20. Juli 1944 – war Kuhn an der Front bei Ostrów Mazowiecka. Am 21. Juli 1944 begleitete Kuhn General Henning von Tresckow, der vorgab, sich über die Frontlage unterrichten zu wollen, und wurde Zeuge seines Todes. Tresckow sagte zu Kuhn:
„Sie wissen, vor Stauffenberg war ich unter Beck der geistige Vorarbeiter dessen, was gestern fehlschlug. Ich kenne jede Einzelheit der Organisation und fühle wie Beck und Stauffenberg die Mitverantwortung für das Geschehene. So ist auch meine Uhr abgelaufen.“
Kuhn beschrieb das weitere Geschehen wie folgt:
„Als ich mich ungefähr auf 100 m entfernte, hörte ich, wie die Handgranate, die von Tresckow bei sich hatte, explodierte. Auf meine offizielle Meldung über seinen Tod durch Partisanenhand wurde General von Tresckow mit allen militärischen Ehren beigesetzt.“
Heisterman von Ziehlberg gab, entgegen einem ausdrücklichen Befehl, Kuhn die Gelegenheit, sich nach dem Attentat vom 20. Juli 1944 der Festnahme zu entziehen.
Er gab später an, er habe Kuhn die Gelegenheit zum Suizid geben wollen. Offiziell wurde General Heisterman von Ziehlberg dafür am 2. Februar 1945 in den Berlin-Ruhlebener Murellenbergen „wegen Ungehorsams“ erschossen. Nach Auswertung von Aktenmaterial und Zeugenberichten wurde erst lange nach dem Krieg deutlich, dass Ziehlbergs Zusammenarbeit mit Generaloberst Beck während deren gemeinsamer Zeit im Oberkommando des Heeres die wahre Belastung für Ziehlberg war und der Vorfall mit Kuhn als ein willkommener Anlass genutzt wurde.

### Gefangenschaft
Am 27. Juli 1944 wurde Major Kuhn von den Truppen der sowjetischen 2. Belorussischen Front bei Białystok gefangen genommen. Nach seinen eigenen Aussagen wollte Kuhn nicht zum Feind überlaufen, sondern in der Nähe der russischen Linie „den Tod durch die feindliche Kugel suchen“.
Kuhn wurde von der Spionageabwehr der Roten Armee gründlich verhört. Sein Wissen über die Widerstandsgruppe gegen Hitler und seiner eigenen Teilnahme daran legte er in einem Dokument mit dem Titel „Eigenhändige Aussagen“ ausführlich dar. Von 1944 bis 1951 wurde Kuhn vom militärischen Nachrichtendienst SMERSCH in diversen Gefängnissen in Moskau festgehalten.
Am 6. Februar 1945 verurteilte das Reichskriegsgericht in Berlin Kuhn wegen „Fahnenflucht zum Feind und des Kriegsverrates“ in Abwesenheit zum Tode.
Am 17. Februar 1945 fanden SMERSCH-Offiziere unter Anleitung von Kuhn im verlassenen Hauptquartier des Oberkommandos des Heeres im OKH Mauerwald bei Rastenburg in Ostpreußen einige von Kuhn auf Stauffenbergs Weisung im Herbst 1943 im Erdboden vergrabene Metalldosen, in denen sich geheime Dokumente der Verschwörung gegen Hitler befanden.
Diese Dokumente waren Kuhn im Dezember 1943 von Axel von dem Bussche übergeben worden.
Am 17. Oktober 1951 verurteilte die Sonderberatung beim Minister für Staatssicherheit der UdSSR Kuhn als „Kriegsverbrecher“ zu einer 25-jährigen Gefängnisstrafe. Aus der Anklageschrift:
Es „…wurde festgestellt, dass die Teilnehmer der Verschwörung folgendes Ziel hatten: Vernichtung Hitlers; Abschluss eines Separatfriedens mit England, Frankreich und den USA; Fortsetzung des Krieges gegen die Sowjetunion gemeinsam mit diesen Staaten.“
Kuhn war von 1951 bis 1955 im Alexandrowski-Zentralgefängnis bei Irkutsk inhaftiert. Er litt in dem Sondergefängnis an Unterernährung und war vermutlich auch psychisch erkrankt. Ein im August 1954 von sowjetischen Ärzte verfasstes Gutachten kam zu dem Ergebnis, dass Kuhn unter paranoider Schizophrenie litt. Am 15. Februar 1952 schrieb er in einem Brief an den sowjetischen Minister für Sicherheit:
„Ich bin gezwungen gewesen den Namen Kuhn zu tragen und unter ihm zu leben aufgrund der Forderung der deutschen Regierung. Ich bin aber von Geburt des Namens Graf von der Pfalz-Zweibrücken. Dies nach dem Erlaß des Reichspräsidenten vom 13.6.1926 (sechsundzwanzig).“
Kuhn erklärte dem Untersuchungsrichter, bis zum 13. Juni 1926 habe er nichts über seine wirkliche Herkunft gewusst. Sein Vater sei der Graf von Pfalz-Zweibrücken gewesen, Arthur Kuhn sei sein Stiefvater. Auf Bitte seiner Mutter habe er niemandem etwas über seine Herkunft erzählt. Kuhn hoffte wahrscheinlich, durch diese Geschichte seine Situation verbessern zu können.

### Nach der Haft
Kuhn wurde aufgrund eines Erlasses des Präsidiums des Obersten Sowjets der UdSSR vom 28. September 1955 vorzeitig entlassen. Am 16. Januar 1956 erreichte er das Grenzdurchgangslager Friedland bei Göttingen und wurde damit offiziell der Deutschen Bundesregierung übergeben.
Sein Antrag auf Anspruch von Dienstbezügen wurde nicht bewilligt, da er nach Ansicht der zuständigen Behörde am 4. August 1944 vom damaligen Staatsoberhaupt aus der deutschen Wehrmacht ausgestoßen wurde. Auf Grund dieser Aussage beantragte Joachim Kuhn als „Opfer des Nationalsozialismus“ entschädigt zu werden, aber auch dies wurde abgelehnt. Kuhn versuchte auch, die Aufhebung seiner Todesstrafe zu erwirken, was aber wegen Nichtauffindbarkeit des schriftlichen Urteils abgelehnt wurde. Stattdessen ermittelte die Staatsanwaltschaft gegen ihn wegen Fahnenflucht und angeblicher Bespitzelung von Kameraden während der Gefangenschaft.
Erst später wurde Joachim Kuhn rehabilitiert. Ihm wurde das Angebot unterbreitet, mit dem Dienstgrad eines Oberstleutnants in die Bundeswehr einzutreten. Dies lehnte er wegen seines Gesundheitszustandes ab. Zu anderen Überlebenden des Widerstands nahm Kuhn keine Verbindung mehr auf. Besuche ihrerseits lehnte er ab. Er sprach nach seiner Entlassung aus der Gefangenschaft nie über seine Rolle im Widerstand.
Nach dem Tod seiner Eltern lebte er allein und zurückgezogen in Bad Bocklet und starb nach einem Schlaganfall in einem Pflegeheim bei Bad Brückenau. Er hinterließ keine Nachkommen.
Am 13. November 1998 stellte die Militärstaatsanwaltschaft in Moskau fest, dass Kuhn 1951 zu Unrecht verurteilt worden war. Am 23. Dezember 1998 wurde Kuhn vom Militärgericht des Militärbezirks von Moskau „mangels des Tatbestandes eines Verbrechens in seinen Handlungen“ rehabilitiert.